# Alexander Arnt Hansen
Alexander Arnt Hansen (født 13. maj 2003 i Lynge) er en cykelrytter fra Danmark, der er på kontrakt hos Airtox-Carl Ras.